# Castanho direto 100
Castanho direto 100, ou castanho luz sirius 5G, é o composto orgânico, corante azo-composto, de fórmula C43H30N9Na3O13S3 e massa  molecular 1045,92. Classificado com o número CAS 10127-06-7 e C.I. 35800.

## Obtenção
É obtido pela diazotação do ácido 3-amino-4-hidroxibenzenossulfônico e copulação com o resorcinol, em água a 30°C com processamento com sulfato de cobre (II), obtendo o complexo de cobre. Diazotação do ácido 7-aminonaftaleno-1,3-dissulfônico, com copulação com m-toluidina, novamente diazotação, novamente copulação do produto com m-toluidina, e então condensação com condensação com cloreto de 4-nitrobenzoíla, procedendo a redução dos grupos nitro para ambos os nitrogênios de grupo amino, e a geração de copulação dos componentes copulados.

## Uso
Tingimento de tecidos de algodão.